# Tomorrow (chanson de Gianluca Bezzina)
Pour les articles homonymes, voir Tomorrow.
Singles représentant Malte au Concours Eurovision de la chanson
This Is the Night
(2012)
Tomorrow (en français, « Demain ») est une chanson du chanteur maltais Gianluca Bezzina. Elle est surtout connue pour être la chanson qui représente Malte au Concours Eurovision de la chanson 2013 qui a lieu à Malmö en Suède. La chanson fut en compétition lors de la deuxième demi-finale le 16 mai 2013 où elle a obtenu une place en finale qui eut lieu le 18 mai.